# Bolostromus compi
Espèce
Bolostromus compi est une espèce d'araignées mygalomorphes de la famille des Cyrtaucheniidae.

## Distribution
Cette espèce est endémique de Colombie,. Elle se rencontre dans les départements de Bolívar, de Cesar, d'Atlántico et de Sucre.

## Description
Le mâle holotype mesure 10,3 mm et la femelle paratype 11,5 mm.

## Systématique et taxinomie
Cette espèce a été décrite par Osorio, Martínez-Hernández et Sherwood en 2024.

## Publication originale
- Osorio, Martínez-Hernández & Sherwood, 2024 : « A new species of Bolostromus Ausserer 1875 (Araneae: Cyrtaucheniidae) from Colombia. » Acta Arachnologica, vol. 73, no 2, p. 103-109.